# Cultura Starčevo

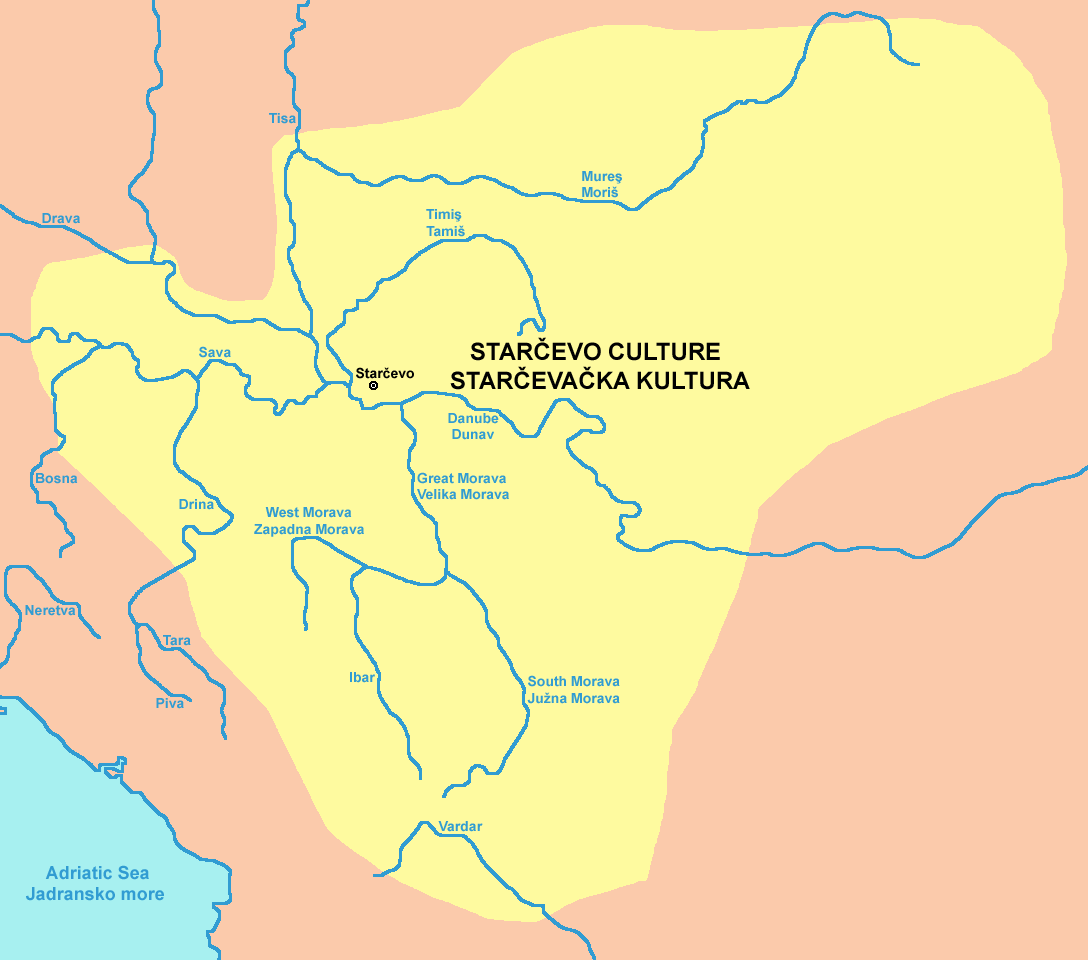

La preistorica cultura Starčevo, chiamata anche Starčevo-Körös o Starčevo-Körös-Criş, fu una diffusa cultura archeologica neolitica proveniente dall'Europa Orientale e Balcani, risalente fra il VII e V millennio a.C.
La popolazione che sviluppò la cultura Starčevo è considerata la fondatrice di Belgrado, l'attuale capitale della Serbia, in un'epoca in cui, però, non vi erano ancora popoli slavi nei Balcani. 
La Starčevo viene localizzata in una zona sulla sponda nord del Danubio, in Voivodina; opposta a Belgrado in Serbia. Essa rappresenta la più antica società agricola permanente nell'area, sebbene caccia e raccolta ancora integrassero significativamente la dieta degli abitanti.
La ceramica è di solito grossolana, ma emergerà successivamente più esile e delicata con i vasi dipinti. Un tipo di spatola d'osso, forse per raccogliere la farina, è un manufatto distintivo. In Ungheria, la Körös è una cultura similare chiamata così dal fiume Körös, strettamente correlata, che anch'essa usava vasi con i piedi, però meno dipinti. Entrambe hanno dato i loro nomi alla più vasta cultura della regione in quel periodo.
Parallele e strettamente correlate le culture vengono a ricomprendere anche la Karanovo in Bulgaria, la Criş in Romania e la pre-Sesklo in Grecia.
La località più occidentale di questa cultura può essere trovata in Croazia, nella vicinanza di Ždralovi, corrispondente acuna parte della città di Bjelovar. Questo fu lo stadio finale della cultura. Scoperte provenienti da Ždralovi appartengono a un sottotipo regionale della variante finale nel lungo processo di sviluppo di quella cultura neolitica. Essa viene designata come facies di Ždralovi della cultura di Starčevo o gli stadi finali della Starčevo.

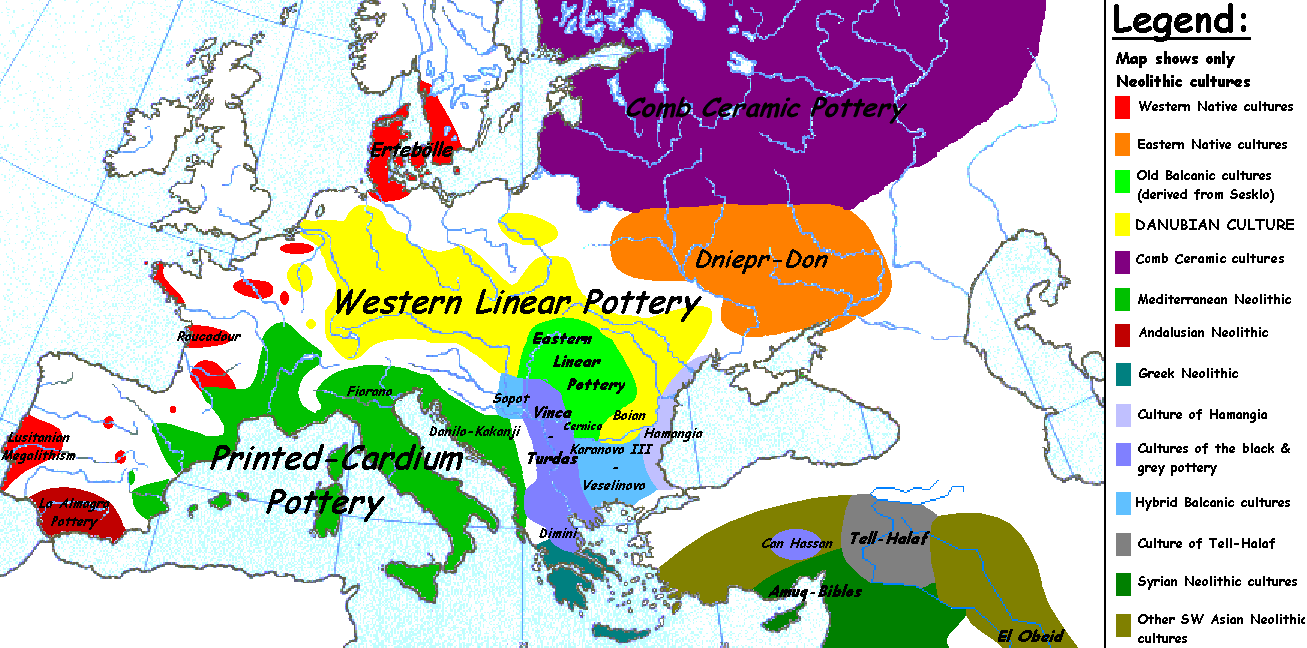
Mappa mostrante le antiche culture balcaniche (derivate da Sesklo) nel Neolitico europeo, nel 4500 a.C. circa